# 曹恢
陳留王曹恢（4世紀—378年6月24日），譙國譙縣人，魏武帝的來孫(五世孫)，陳留王曹勱之子，晉朝二王後之一。

## 生平
東晉升平二年（358年），陳留王曹勱去世。興寧元年十月三日（363年11月24日），陳留王世子曹恢襲封陳留王。太元三年五月十三日（378年6月24日），曹恢去世。

## 兒子
- 曹靈誕：襲封陳留王